# Zabrachia knowltoni
Zabrachia knowltoni är en tvåvingeart som beskrevs av Kraft och Cook 1961. Zabrachia knowltoni ingår i släktet Zabrachia och familjen vapenflugor. Inga underarter finns listade i Catalogue of Life.